# Fubine
Fubine Monferrato (piemontesisch Fubin-e, lokale Variante Fibin-ni) ist eine Gemeinde in der italienischen Provinz Alessandria (AL), Region Piemont.
Die Nachbargemeinden sind Altavilla Monferrato, Lu e Cuccaro Monferrato, Felizzano, Quargnento und Vignale Monferrato.

## Lage und Einwohner
Die Gemeinde Fubine Monferrato liegt 17 Kilometer nordwestlich von der Provinzhauptstadt Alessandria entfernt. Das Gemeindegebiet umfasst eine Fläche von 25,5 km² und hat 1600 (Stand 31. Dezember 2023) Einwohner.
Die Nachbargemeinden sind Altavilla Monferrato, Felizzano, Lu e Cuccaro Monferrato, Quargnento und Vignale Monferrato.

### Verkehrsanbindungen

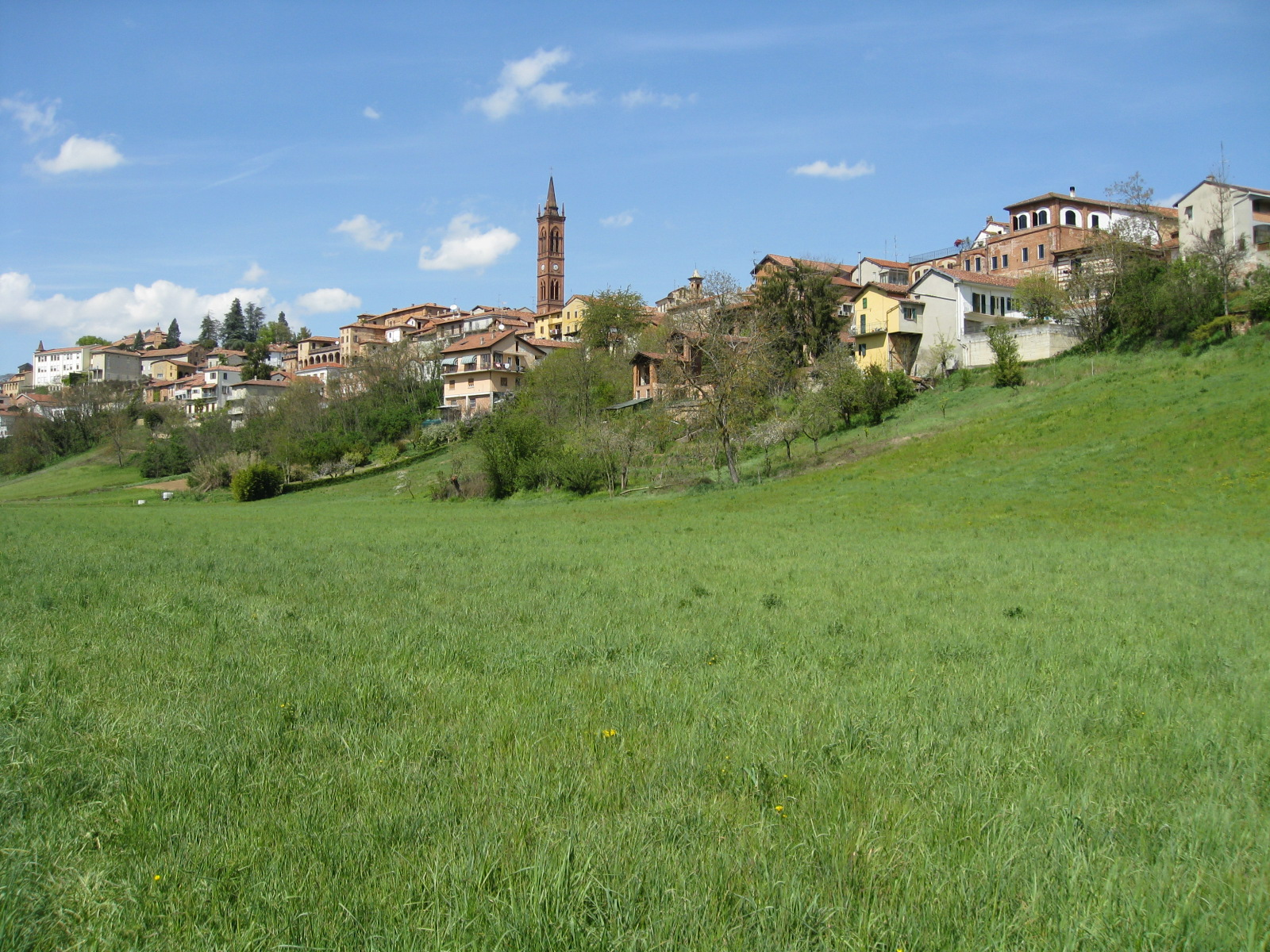
Ansicht von Fubine Monferrato

Fubine hat an der etwa 15 km entfernten Autobahnkreuzung der A21 und A26, nahe Alessandria, Anschluss nach Mailand, Genua und Turin. Der nächstgelege Bahnhof ist in Solero an der Bahnstrecke Turin–Genua. Mit dem Bahnhof in Alessandria bestehen viele überregionale Verbindungen.

## Geschichte

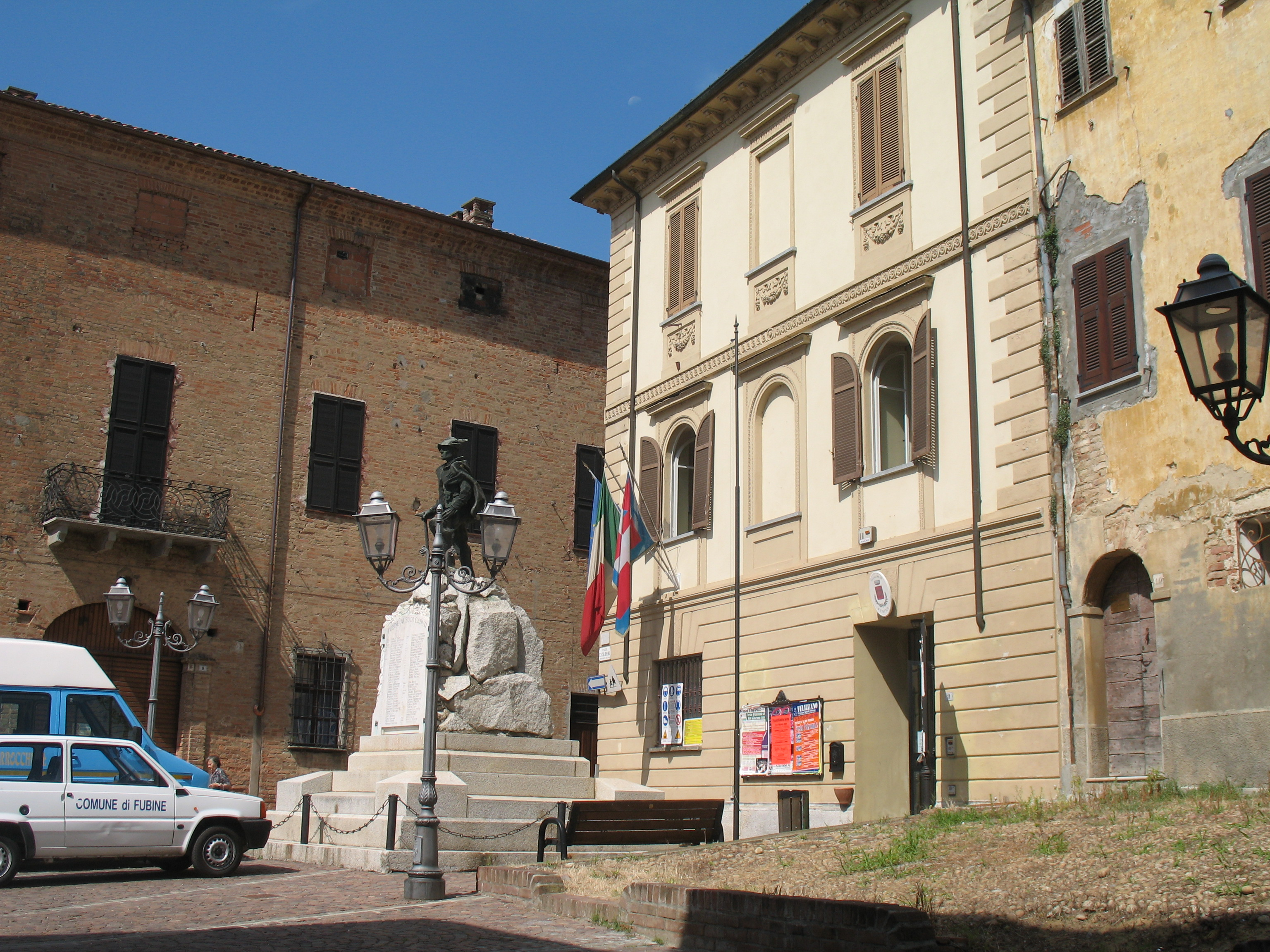
Gemeindeverwaltung

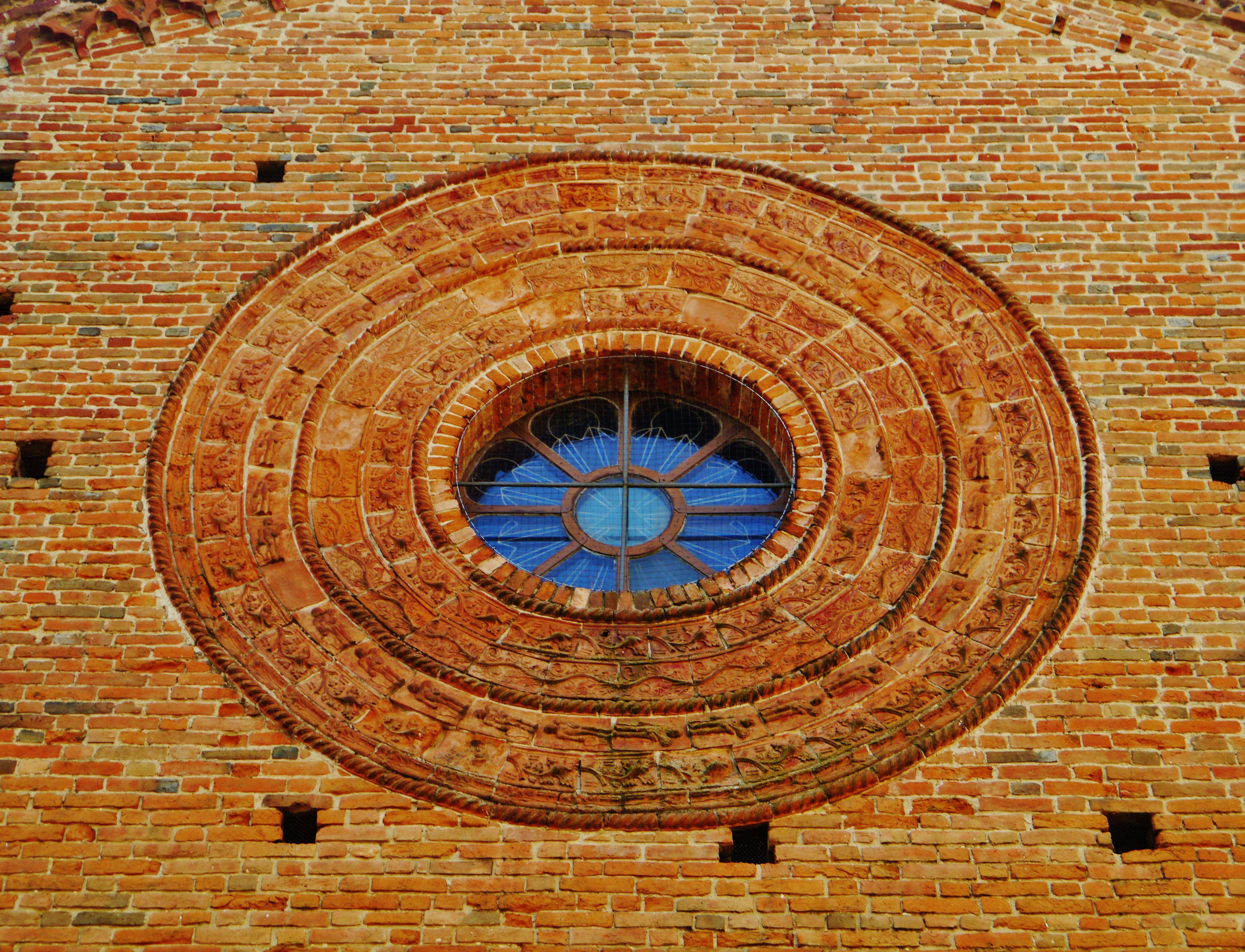
Rosettenfenster der Kirche Santa Maria Assunta

Der Ortsname ist seit dem 11. Jahrhundert durch die Form „Fibline“ belegt, die der Form „Fibulinae“ ähnelt und sich von Fibula ableitet, was wahrscheinlich auf Fabriken für „Fibulae“ hinweist, Gegenstände, die in der römischen Gesellschaft sehr begehrt waren. Die in der Antike erbaute Stadt war bereits von den Römern bewohnt, wie eine kleine Nekropole aus dem 2. Jahrhundert v. Chr. beweist. Offiziell wird es jedoch erstmals im Jahr 1041 erwähnt, und zwar in einer Urkunde, in der Heinrich III. die Hälfte des Dorfes und die Burg an Peter II., den Bischofsgrafen von Asti, abtrat. Anschließend wurde es, wiederum auf kaiserlichen Beschluss, wiederholt an die Adelsfamilie Cane di Cella Monte verpfändet, die ab 1164 Vasallen der Markgrafen Aleramici von Monferrato waren. 
Im Jahr 1224 wollten sich die Einwohner jedoch der Gemeinde Alessandria unterwerfen und volle Autonomie in Statuten und Verwaltung erlangen. Ein Jahrhundert später wurde es durch die Vereinbarung einer Charta Pactorum mit Theodor I. Paleologo, in der dieser sich verpflichtete, das Dorf nicht zu belehn, wieder Teil des monferratischen Besitzes, bis die Markgrafschaft verschwand. In der Realität wurde dies nicht aufrechterhalten und von mehreren Familien verwaltet. Im 16. Jahrhundert wurde es von den Lanzichenecchi, deutschen Söldnern im Sold der Spanier, und 1629 von den Spaniern selbst schwer geplündert.
Bis zum Zweiten Weltkrieg war es nur um das historische Zentrum herum strukturiert, das auf den ersten Hügeln des Casale Monferrato thront. Erst später dehnte es sich flussabwärts aus. Der Hauptort ist jedoch immer noch um einen Hügel herum angeordnet, auf dessen Spitze sich die Pfarrkirche Santa Maria Assunta befindet.
Ursprünglich hieß es einfach Fubine, doch am 14. Februar 2017 erhielt es seinen heutigen Namen mit dem Zusatz Monferrato gemäß einem Beschluss des Regionalrats des Piemont und auf Antrag des Gemeinderats der Stadt.

## Sehenswürdigkeiten
- Das alte Schloss, das mehrmals zerstört und 1664 von Graf Vincenzo Natta wieder aufgebaut wurde und heute ein Altenheim der Wohltätigkeitseinrichtung Don Orione ist.
- Die Pfarrkirche Santa Maria Assunta mit ihrer wunderschönen gotischen Fassade aus dem Jahr 1490. Sie hat von ihrer ursprünglichen Struktur die spätgotische, dreigeteilte Fassade bewahrt, die von Bögen und einer von acht konzentrischen Reihen aus Ziegelkacheln umrahmten Rosette gekrönt wird.[3]
- Die Kirche der Unbefleckten Empfängnis.
- Die Kirche von Carmine.
- Die Kirche der Heiligen Dreifaltigkeit.

## Gemeindepartnerschaft
- Benin, Sokponta

## Kulinarische Spezialitäten
Bei Fubine werden Reben der Sorte Barbera für den Barbera d’Asti, einen Rotwein mit DOCG Status angebaut.

## Persönlichkeiten
- Luigi Longo (* 15. März 1900 in Fubine Monferrato; † 16. Oktober 1980 in Rom), italienischer Politiker.